# Ubli (ort i Kroatien)
Ubli är en ort i Kroatien.   Den ligger i länet Dubrovnik-Neretvas län, i den södra delen av landet, 300 km söder om huvudstaden Zagreb. Ubli ligger 62 meter över havet och antalet invånare är 222.
Terrängen runt Ubli är kuperad åt nordost, men åt nordväst är den platt. Havet är nära Ubli åt sydväst.  Det finns inga andra samhällen i närheten. 